# Inondations de 1974 à Brisbane
 (juillet 2021).
Les inondations de 1974 à Brisbane (anglais : 1974 Brisbane flood) sont des inondations survenue en Australie en janvier 1974. En janvier 1974, une inondation s'est produite à Brisbane, Queensland, Australie après trois semaines de pluie continue. La rivière Brisbane, qui traverse le cœur de la ville, a brisé ses rives et inondé les environs. Le cyclone qui a produit l'inondation a également inondé les villes environnantes : Ipswich, Beenleigh et la Gold Coast. Au total, il y a eu 16 morts, 300 personnes blessées, 8 000 maisons détruites et des dommages estimés à 980 millions de dollars australiens.